# Habenaria triquetra
Habenaria triquetra är en orkidéart som beskrevs av Robert Allen Rolfe. Habenaria triquetra ingår i släktet Habenaria och familjen orkidéer.
Artens utbredningsområde är Burma. Inga underarter finns listade i Catalogue of Life.